# Улицька Ольга Петрівна
Улицька Ольга Петрівна  (1902—1978) — радянський і російський кінорежисер і сценарист.
Народ. 1 липня 1902 р. в Одесі в родині кравця. Закінчила Одеський кінотехнікум (1929).
Працювала помічником й асистентом режисера (фільми: «Млин на узліссі», 1927, «Темне царство», 1929). Разом з О. Гавронським поставила кінокартину «Справжнє життя» (1930), в співавт. з О. Гавронським і Ю. Винокуровим — «Хромоножка» (1930), в співавт. з О. Гавронським — «Любов» (1933), в співавт. з М. Каликом і Б. Рицаревим — «Отаман Кодр» (1958) та ін.
Режисер кіножурналів, документальних і науково-популярних фільмів.
Померла 23 грудня 1978 р.
Її чоловік, Олександр Гавронський, кінорежисер, майже 25 років відбув в радянських концтаборах.